# Wapen van Utingeradeel

Het wapen van Utingeradeel

Het wapen van Utingeradeel werd op 25 maart 1818 per besluit door de Hoge Raad van Adel aan de Friese gemeente Utingeradeel bevestigd. Vanaf 1984 is het wapen niet langer als gemeentewapen in gebruik omdat de gemeente Utingeradeel opging in de gemeenten Boornsterhem en Skarsterlân. In het wapen van Boornsterhem is het klaverblad uit het wapen van Utingeradeel opgenomen. Sinds 1 januari 2014 valt een deel van de voormalige gemeente Utingeradeel onder De Friese Meren, een ander deel onder Heerenveen.

## Blazoenering
De blazoenering van het wapen luidt als volgt:
Van keel, beladen met 1 lelie van zilver, verzeld van 3 klaverbladen van goud, geplaatst 2 en 1. Het schild gedekt met een kroon van goud.

## Verklaring
Het wapen is afgeleid van dat van de grietenij Uteringadeel, dat reeds in de zeventiende eeuw wordt vermeld, in diverse kleurencombinaties maar meestal met een rood schild. De herkomst is niet bekend. Vermoed wordt dat de klaverbladen verwijzen naar de landbouw in de gemeente. Van der Aa schrijft in zijn Aardrijkskundig Woordenboek der Nederlanden: Door sommigen vindt men opgegeven een veld van goud, met drie klaverbladen van synopel en eene lelie van keel.

## Verwante wapens

Wapen van Boornsterhem